# Bandeira de Durango
A bandeira de Durango é um dos símbolos oficiais do estado de Durango, uma subdivisão do México. Seu uso foi aprovado em 9 de março de 2014, durante a gestão do então congreso do estado, com a aprovação de um júri designado para o caso.

## Desenho e simbolismo

### Descrição
Seu desenho consiste no campo branco de proporção largura-comprimento de 4:7 no meio o brasão de armas do estado de Durango.